# China Records

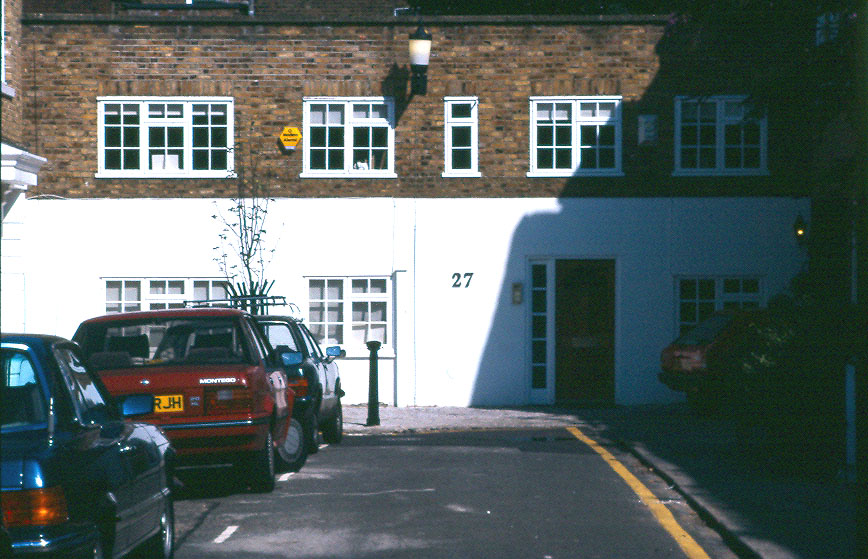
Sitz von China Records in London im Jahre 1986

China Records war ein britisches Musiklabel, das am 1. Oktober 1984 von Derek Green gegründet wurde. China Records hatte Künstler wie The Art of Noise und The Levellers unter Vertrag. Die Gesellschaft wurde 1998 von Warner Brothers Records übernommen.

## Künstler des Labels
- The Art of Noise
- The Dogs D’Amour
- The Egg
- The Fountainhead
- G.O.L.
- The Levellers
- Labi Siffre
- Morcheeba
- Ugly as Sin